# 동방맹월초
《동방맹월초》(東方儚月抄)는 이치진샤의《코믹 REX》·《캐러☆멜》·《망가 4칸 KINGS 파레트》의 3잡지에 연재중인, 동방 프로젝트를 소재로 한 만화작품의 미디어믹스를 총칭하는 제목이다. 3작품 모두 형태는 다르지만 ZUN이 관여하고 있다. 이후, 본 항목에선 이를《맹월초》로 통칭한다.

## 작품 개요
본작은《동방영야초 ~ Imperishable Night.》의 후속 스토리를 소재로 한 작품으로, 만화·소설·4칸 만화의 3가지 작품으로 구성되어있다. 메인 타이틀은 어느 작품도《동방맹월초》지만 서브 타이틀이 작품에 따라 달라서 만화는 "Silent Sinner in Blue.", 소설은 "Cage in Lunatic Runagate.", 4칸 만화는〈달의 이나바와 지상의 이나바〉로 되어있다.

## 작품

### 동방맹월초 ~ Silent Sinner in Blue.
《동방맹월초 ~ Silent Sinner in Blue.》(일본어: 東方儚月抄 〜 Silent Sinner in Blue.)는 이치진샤 발행 코믹 REX(月刊コミックREX)에 연재중인 동방 프로젝트를 소재로 한 만화작품이다. 코믹 REX 2007년 7월호부터 연재가 시작되었으며 작화는 아키에다(秋★枝), ZUN은 원작을 담당하고 있다. 본 작품은 동방 프로젝트의 첫 본격 스토리 코믹이면서, 3작품의 메인 역할을 한다. 이후는 필요에 따라〈REX판〉으로 통칭한다.

### 동방맹월초 ~ Cage in Lunatic Runagate.
《동방맹월초 ~ Cage in Lunatic Runagate.》(일본어: 東方儚月抄 〜 Cage in Lunatic Runagate.)는 캐러☆멜(キャラ☆メル) 창간호부터 연재가 시작된 ZUN이 집필하는 소설 작품. 삽화는 TOKIAME가 담당. 이후는 필요에 따라〈소설판〉으로 통칭한다.

### 동방맹월초 ~ 달의 이나바와 지상의 이나바
《동방맹월초 ~ 달의 이나바와 지상의 이나바》(일본어: 東方儚月抄 〜 月のイナバと地上の因幡)는 망가 4칸 KINGS 파레트(まんが４コマKINGSぱれっと)에 2007년 8월부터 연재가 시작된 4컷 만화작품이다. 작화는 아라토 토시히라. 게다가 본 작품에선 ZUN은〈원작〉이 아닌 〈원안〉과 관련되어 있어서 스토리 구성도 작화가에게 맡기고 있다. 그러나 다른 두 작품과 내용이 연결되는 부분들이 있어 단순한 오리지널 스토리라고 볼 수는 없다.

## 등장인물
하쿠레이 레이무(博麗霊夢)
하쿠레이 신사의 무녀. 인간.
키리사메 마리사(霧雨魔理沙)
레이무의 친구. 보통은 마법사. 인간.

## 같이 보기
- 동방 프로젝트